# 捷豹XF

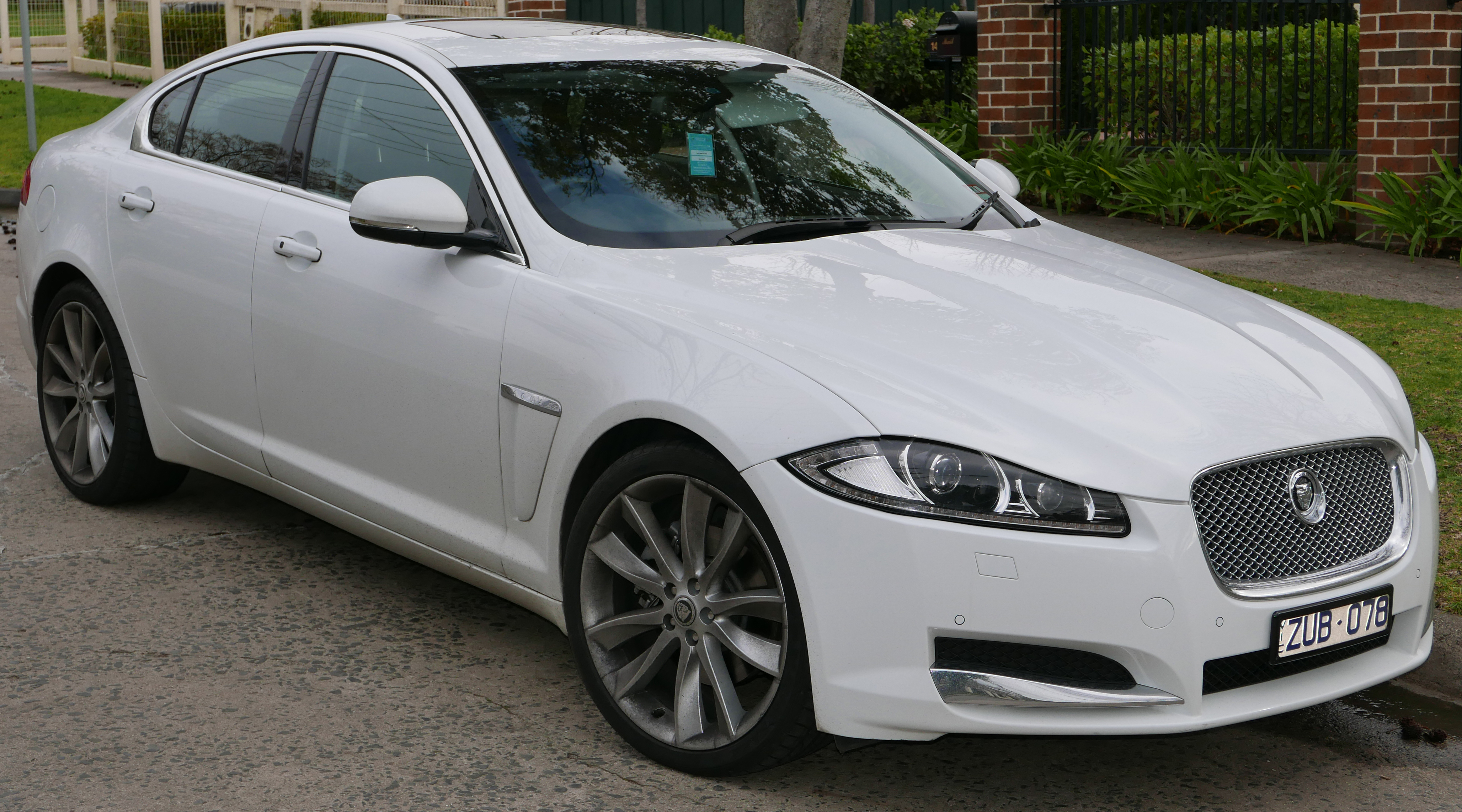
捷豹XF（X250）

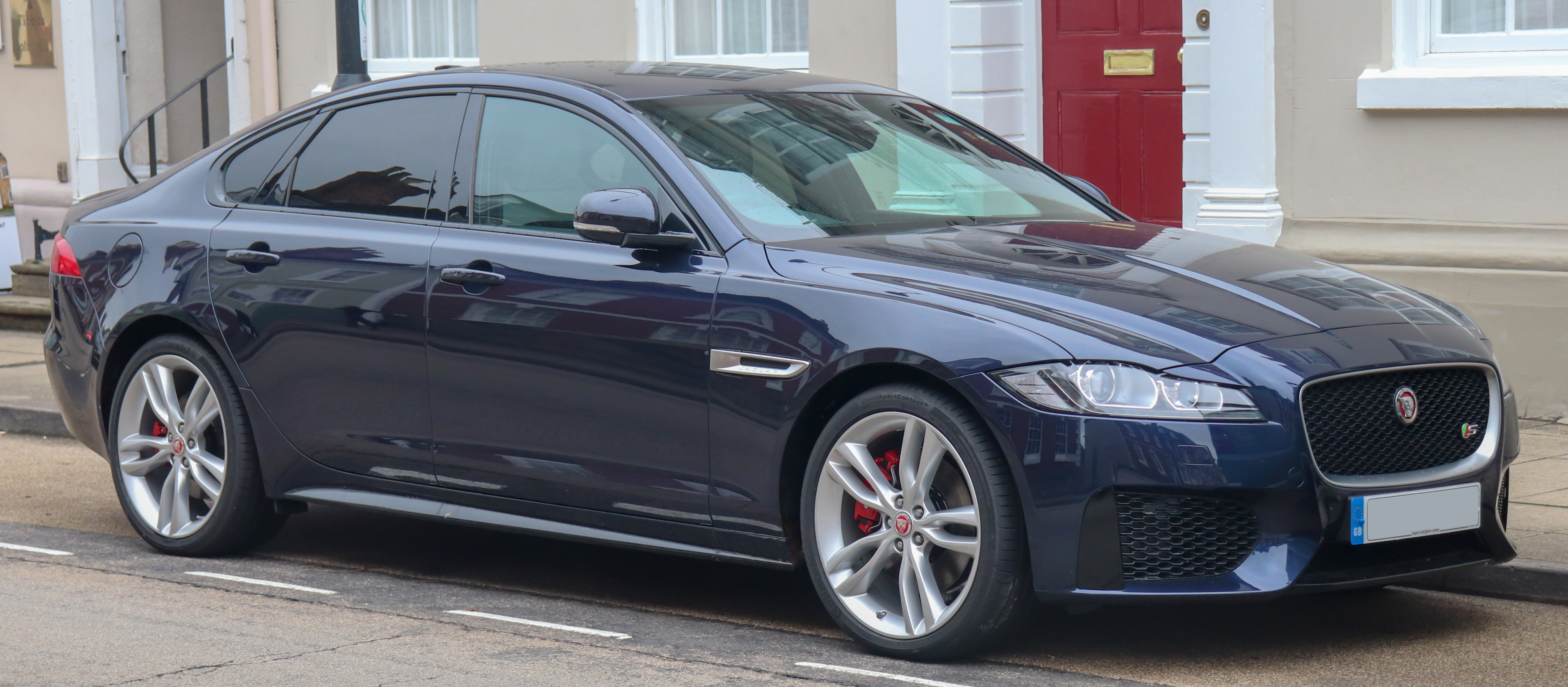
捷豹XF（X260）

捷豹XF（Jaguar XF），是由捷豹銷售的一種四門行政高性能轎車，於2007年首次發報，生產代號為X250，以替代1999年推出的捷豹S-Type。X250的後續車款是X260，於2015年推出，依舊使用XF的徽章。

## 概要
2007年1月宣布的概念車之基礎上，設計發生了重大變化，同年9月首次在舉行的法蘭克福車展上發布，並於2008年在歐洲市場上大量發售。在銷量方面，它被認為是Jaguar S型的繼承者。
發展將在英國考文垂的美洲虎開發中心進行，製造將在該國的先進生產中心伯明翰進行。

## 設計
外觀設計基於之前宣布的概念車“C-XF”，並採用coupe風格的車身線條，擦拭當時捷豹的“老式”品牌形象，正在計劃年輕一代的客戶。在設計時，採用“可展開的發動機罩系統”，其中發動機罩在碰撞時被抬起，以便在降低發動機罩的位置的同時實現碰撞安全性。關於車身尺寸、全長、總高度和全寬都已從S型擴大，但車輪長度沒有變化。
在內部的發動機啟動時出現換檔選擇器，並且已經進行了空調器的空氣出口打開的效果。
在2011年4月的紐約國際車展，首次亮相後大約3年零10個月，第一次大改進的2012款車型首次發布。
前面罩重新設計了前部的設計，如前大燈、烤架、保險槓及發動機罩等。內飾也改變了前後板和儀表板的設計。在儀表板的中央，採用了7英寸的新顯示器，並且還提高了各種開關的可操作性。

## 形象

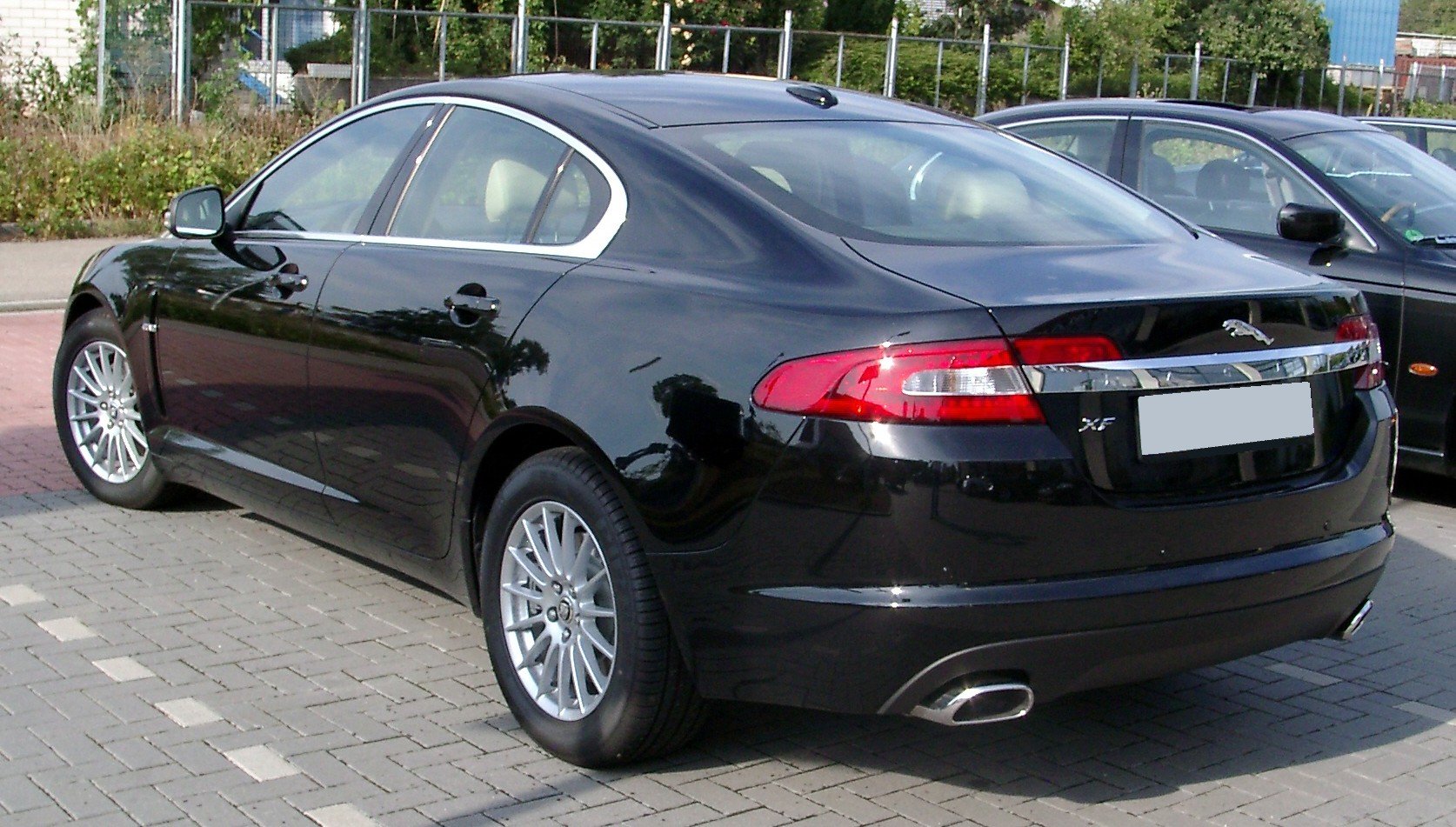
捷豹XF（X250）的車尾

XF增壓最初配備了一台4.2升增壓器的發動機，並在某些市場上以“SV 8”的形式出售。增壓發動機的排氣量改變為5升，這是失諧的什麼被安裝在向上XFR輸出470PS被安裝後，它被出售的“超荷電”。
最高等級的“XFR”配備了一台帶5升增壓器的發動機，最大輸出功率為510 PS。外觀設計也與其他等級不同，還採用專用前面罩、發動機罩、側裙和四個消聲器。在機械方面，制動器得到加強，並安裝了一個20英寸的鋁製車輪。

## 外部連結
- 捷豹XF網站 （页面存档备份，存于）